# Большая Пурга (приток Велью)
Большая Пурга — река в России, протекает по Сосногорскому району Республики Коми. Устье реки находится в 84 км по левому берегу реки Велью. Длина реки составляет 11 км.
Исток реки в болотах в 26 км к северо-востоку от посёлка Конашъёль. Река в верхнем течении течёт на юго-запад, затем поворачивает на юг, всё течение проходит по заболоченному таёжному лесу. Впадает в Велъю выше урочища Большой Луг.

## Данные водного реестра
По данным государственного водного реестра России относится к Двинско-Печорскому бассейновому округу, водохозяйственный участок реки — Печора от истока до водомерного поста у посёлка Шердино, речной подбассейн реки — Бассейны притоков Печоры до впадения Усы. Речной бассейн реки — Печора.
Код объекта в государственном водном реестре — 03050100112103000060528.